# Washburn (North Dakota)
Washburn is een plaats (city) in de Amerikaanse staat North Dakota, en valt bestuurlijk gezien onder McLean County.

## Demografie
Bij de volkstelling in 2000 werd het aantal inwoners vastgesteld op 1389.
In 2006 is het aantal inwoners door het United States Census Bureau geschat op 1256, een daling van 133 (-9.6%).

## Geografie
Volgens het United States Census Bureau beslaat de plaats een oppervlakte van
4,9 km², waarvan 4,6 km² land en 0,3 km² water. Washburn ligt op ongeveer 564 m boven zeeniveau.

## Plaatsen in de nabije omgeving
De onderstaande figuur toont nabijgelegen plaatsen in een straal van 28 km rond Washburn.